# Marc Martel
Marc Martel (Montreal, 16 de novembro de 1976) é um músico canadense de rock cristão.

## Biografia e carreira

### Downhere
Martel frequentava o Briercrest College and Seminary, em Saskatchewan, onde formou a banda Downhere com seu colega de classe Jason Germain e alguns amigos, no ano de 1999. A banda desenvolveu sua performance durante uma turnê em nome da faculdade. Após quatro anos de estudos, os integrantes mudaram-se para Nashville, Tennessee, onde assinaram um contrato com a gravadora Word Records.
O Downhere começou a ganhar uma série de prêmios, como Juno Awards, Covenant Awards e um Dove Award. 
Lançaram dez álbuns, incluindo On the Altar of Love, antes de entrar em hiato no dia 1º de janeiro de 2013.

### Queen Extravaganza

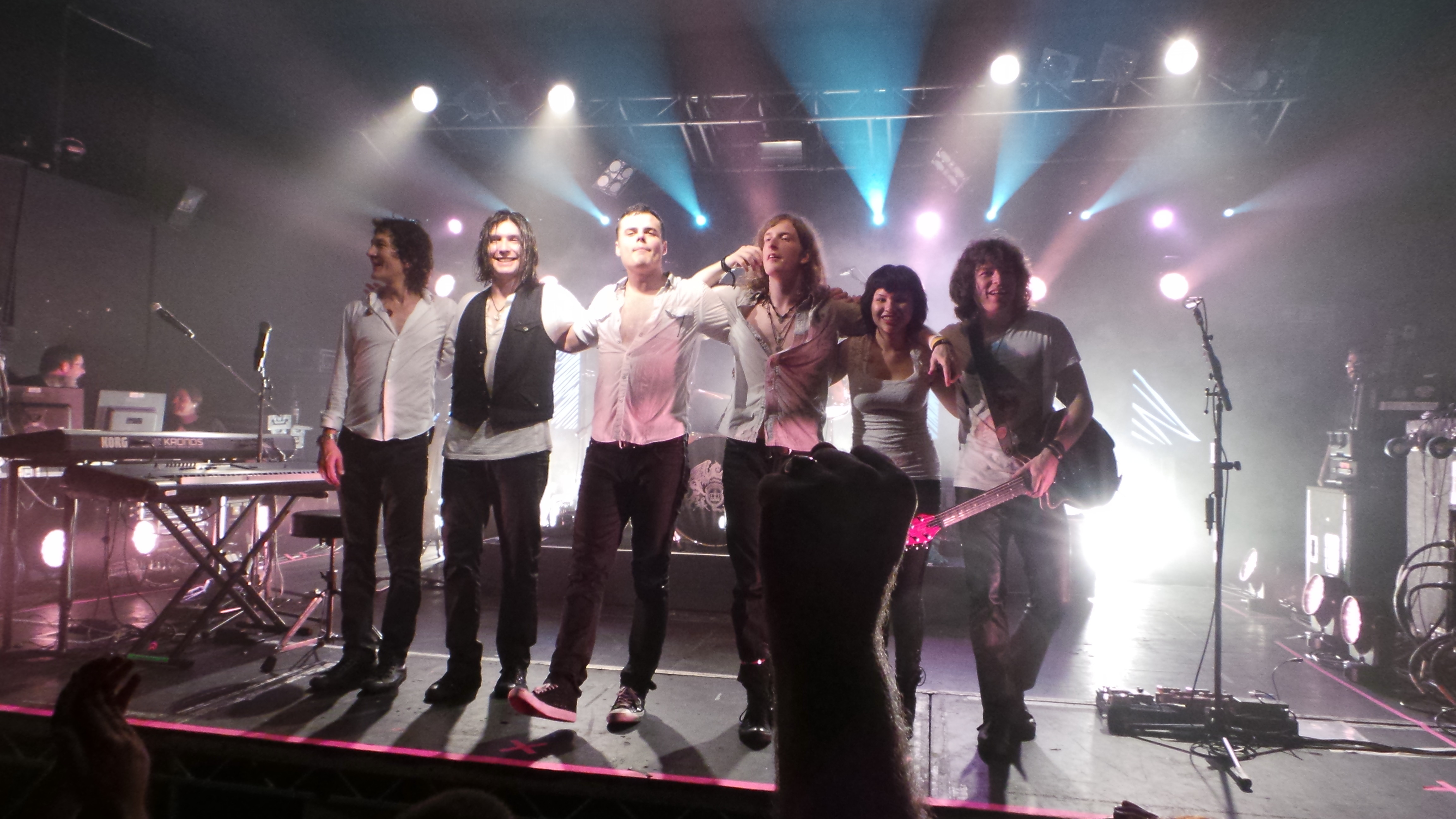
Queen Extravaganza em 2013.

Em setembro de 2011, Martel participou de uma competição para se juntar ao projeto oficial de tributo ao grupo Queen, organizado pelo baterista original Roger Meddows-Taylor e denominado Queen Extravaganza. Gerando mais de um milhão de visualizações em poucos dias, postou um vídeo cantando o clássico do grupo "Somebody to Love". Isso culminou em uma aparição no programa The Ellen DeGeneres Show uma semana após a postagem do vídeo. O cantor venceu a competição, e fez uma turnê de seis semanas com o Queen Extravaganza em 2012. Em novembro de 2015, o grupo de tributo voltou a excursionar com Martel.

#### Carreira solo
Em 1º de fevereiro de 2013, lançou seu primeiro EP em carreira solo, Prelude, produzido por John Fields. Sua estreia em um longa-metragem aconteceu em 30 de setembro de 2014, no filme Impersonator. Em setembro de 2016, colaborou para "Last Christmas", do videogame Just Dance 2017.

### Ultimate Queen Celebration
Em 2017, Martel deixou o Queen Extravaganza, se juntou ao Ultimate Queen Celebration e contribuiu com gravações vocais no filme biográfico do Queen, Bohemian Rhapsody, lançado em 2018.

## Vida pessoal
Mora em Nashville, Tennessee, com sua esposa Crystal.